# Кратність підробки споруд
Кра́тність підро́бки спору́д (рос. кратность подработки сооружений, англ. underworking ratio, нім. Unterfahrungsverhältnis n) — відношення глибини гірничих робіт до вийманої потужності пласта при підробці споруд.
взято звідси